# 索拉拉纳
索拉拉纳，是西班牙卡斯蒂利亚-莱昂布尔戈斯省的一个市镇。总面积15平方公里，总人口106人（2001年），人口密度7人/平方公里。